# Greasy Love Songs
Greasy Love Songs je album hudební skupiny Frank Zappa and the Mothers of Invention, nahrané v listopadu 1968 a vydané v dubnu 2010.

## Seznam skladeb
1. Cheap Thrills 2:23
2. Love Of My Life 3:10
3. How Could I Be Such A Fool 3:35
4. Deseri 2:07
5. I’m Not Satisfied 4:03
6. Jelly Roll Gum Drop 2:20
7. Anything 3:04
8. Later That Night 3:06
9. You Didn’t Try To Call Me 3:57
10. Fountain Of Love 3:01
11. ”No. No. No." 2:29
12. Anyway The Wind Blows 2:58
13. Stuff Up The Cracks 4:35
14. Jelly Roll Gum Drop (Alternative Mono Mix) 2:18
15. “No. No. No." (Long Version) 3:06
16. Stuff Up The Cracks (Mayfair Studios Mix) 6:05
17. “Serious Fan Mail” 5:11
18. Valerie (C. Lewis/B. Robinson) 3:03
19. Jelly Roll Gum Drop (Single Version) 2:24
20. “Secret Greasing” 3:36
21. Love Of My Life (“Cuca Impossible Recordings” Version) 2:06